# Nick Whitehead
Pour les articles homonymes, voir Whitehead.
Neville Joseph Whitehead dit Nick Whitehead, né le 29 mai 1933 et décédé le 6 octobre 2002  à Wrexham, était un athlète gallois.
Il a représenté le Royaume-Uni aux Jeux olympiques de 1960 à Rome dans le relais 4 × 100 m, remportant la médaille de bronze avec Peter Radford, David Jones et David Segal. Il a également remporté une médaille aux jeux du Commonwealth avec le relais gallois.

## Palmarès

### Jeux olympiques d'été
- Jeux olympiques d'été de 1960 à Rome ( Italie)
  -  Médaille de bronze en relais 4 × 100 m

### Championnats d'Europe d'athlétisme
- Championnats d'Europe d'athlétisme de 1958 à Stockholm ( Suède)
  -  Médaille de bronze sur 100 m
  -  Médaille d'argent en relais 4 × 100 m

### Jeux de l'Empire britannique et du Commonwealth
- Jeux de l'Empire britannique et du Commonwealth de 1958 à Cardiff ( Pays de Galles)
  - éliminé en série sur 100 yd
  - éliminé en série sur 220 yd
  - 5e en relais 4 × 100 yd
- Jeux de l'Empire britannique et du Commonwealth de 1962 à Perth ( Australie)
  - éliminé en série sur 100 yd
  - éliminé en série sur 220 yd
  -  Médaille de bronze en relais 4 × 100 yd